# Словацька Волова
Словацька Волова, або Словенська Волова, Словенска Волова (словац. Slovenská Volová) — село в Словаччині, Гуменському окрузі Пряшівського краю. Розташоване в північно—східній частині Словаччини в південній частині Низьких Бескидів в долині Ондавки.
Уперше згадується у 1451 році.
У селі є римо-католицький костел з 1973 року.

## Населення
| Рік:            | 1994. | 2004.    | 2014.   | 2024.   |
| --------------- | ----- | -------- | ------- | ------- |
| Кількість осіб: | 433   | 493      | 541     | 581     |
| Різниця:        |       | +13,85 % | +9,73 % | +7,39 % |

| Рік:            | 2023. | 2024.   |
| --------------- | ----- | ------- |
| Кількість осіб: | 577   | 581     |
| Різниця:        |       | +0,69 % |

У селі проживає 521 осіб.
Національний склад населення (за даними останнього перепису населення — 2001 року):
- словаки — 91,63 %,
- цигани — 7,11 %,
- чехи — 0,42 %.

Склад населення за приналежністю до релігії станом на 2001 рік:
- римо-католики — 96,86 %,
- греко-католики — 2,51 %,
- не вважають себе вірянами або не належать до жодної вищезгаданої конфесії — 0,63 %.